# Hahót
Hahót è un comune dell'Ungheria di 1.231 abitanti (dati 2001). È situato nella contea di Zala.